# American Motor Carriage Company
Die American Motor Carriage Company war ein US-amerikanischer Automobilhersteller in Cleveland  (Ohio). Der Markenname war American , inoffiziell auch American Gas. Über 40 Hersteller haben den Namen American für Motorfahrzeuge verwendet.

## Beschreibung
Das Unternehmen ging im August 1901 aus einem Inneneinrichtungshaus hervor. Präsident war George F. McKay, Vizepräsident und Geschäftsführer F.D. Dorman. J.F. Morris war Aktuar und Finanzvorstand und George H. Wadsworth der Produktionsleiter.
Der American Gas, wie er meistens genannt wurde, war ein Runabout oder Motor-Buggy für zwei Personen mit etwa 450 kg (1000 lb) Gewicht und Benzinmotor. Konstrukteur war der Chefingenieur des Unternehmens, George W. Dunham. Der Motor war ein wahrscheinlich zugekaufter Einzylinder mit Wasserkühlung und etwa 7 bhp (5,1 kW) Leistung. Wie bei diesen Buggies üblich, war er liegend in einem Abteil unter der Sitzbank untergebracht. Die Kraftübertragung erfolgte über ein Planetengetriebe und eine  längs mittig zur Hinterachse geführte Antriebskette. Der Radstand betrug 1829 mm (72 Zoll). Das modernste Element war die Lenkung mittels Lenkrad, verbreitet waren für solche Fahrzeuge Lenkhebel. Damals üblich war die Rechtslenkung. Der Benzintank fasste 7 Gallonen (ca. 26 Liter), was für etwa 250 km (150 Meilen) reichte.
Die leichte Karosserie umfasste einen kleinen Stauraum im Bug. Der Wagen war in French carmine lackiert, Fahrgestell und Räder in Valentine red und die Sitzbank war mit schwarzem Leder bezogen. Das größte Problem des unspektakulären, entfernt an den Oldsmobile Curved Dash erinnernden Fahrzeugs dürfte der Preis von US$ 1000.– gewesen sein; der Oldsmobile leistete 4,5 bhp (3,3 kW), wog knapp 300 kg und kostete nur US$ 650.–.
Im September 1903 geriet das Unternehmen unter die Insolvenzverwaltung der Prudential Trust Company. Unter  der Leitung des vormaligen Chefingenieurs Dunham wurden so viele Wagen fertiggestellt wie Bestandteile vorhanden waren. Diese wurden noch bis April 1904 verkauft zu einem reduzierten Preis von US$ 750.–. Danach bezog eine American Automobile Company die Räumlichkeiten, ohne indes ein einziges Auto zu produzieren.
Die Presse notierte, dass die American Motor Carriage Company der erste Autohersteller aus Cleveland sei, der Insolvenz anmelden musste. Das ist nicht ganz richtig, zuvor waren aber kleinere Unternehmen betroffen.